# 馬木路克-欽察語
馬木路克欽察語，是一種欽察語，在馬木留克蘇丹國伯海里王朝時期在埃及和敘利亞使用。
由於大多數馬木留克統治者都是只懂講突厥語的欽察人，因此編寫了幾本詞典，以使帝國講阿拉伯文的人口與其統治者之間的交流成為可能。該語言也被用作文學語言，一些阿拉伯文和波斯語作品已被翻譯成欽察語。它是用阿拉伯文字寫成的。馬木留克-欽察在執政的布爾吉王朝中失去了作為主要突厥語的地位，被烏古斯語支取代。